# Col de Jalcreste
De Col de Jalcreste is een bergpas op een hoogte van 833 meter in de Cévennen, in het Franse departement Lozère.
Over de pasweg loopt de N106, die Alès met Mende verbindt. Ten westen van de pas volgt de weg het dal van de Mimente, een zijrivier van de Tarnon die op zich weer een zijrivier van de Tarn is. Ten zuidoosten van de pas volgt de weg het dal van de Gardon d'Alès, een van de twee rivieren die de Gardon vormen, een zijrivier van de Rhône. De pashoogte vormt een van de laagste passen over hoofdkam van de Cevennen, die hier de waterscheiding tussen de Atlantische Oceaan en de Middellandse Zee vormen.